# Madhubala
Madhubala (en hindi : मधुबाला ; en ourdou : مدھو بالا) de son vrai nom Mumtaz Begum Jehan Dehlavi, née le 14 février 1933 à Delhi et morte le 23 février 1969 à Bandra, est une actrice indienne, populaire dans les années 1950 et 1960.

## Biographie
Madhubala est née le 14 février 1933 à Delhi dans une famille pachtoune conservatrice originaire d'Afghanistan. Ses parents, Ataullah Khan et Begum Ayeeshah, ont eu onze enfants dont seules six filles ont survécu au delà de l'âge de six ans, Madhubala étant la  troisième fille. Ataullah travaillait comme chauffeur pour l'Imperial Tobacco Company à Delhi, mais licencié et en proie a de graves difficultés financières, il a l'idée de la faire travailler dans le cinéma à Bombay. Remarquée par Devika Rani, alors directrice du studio Bombay Talkies, la petite fille âgée de neuf ans débute sous le nom de Baby Mumtaz dans Basant qui sort sur les écrans en 1942,. 
Le film est un succès au box-office et son interprétation de la chanson Ek Choti Si Duniya Re est remarquée. Elle n'a que 14 ans et a déjà tourné dans six films lorsqu'en 1947, elle donne la réplique au jeune Raj Kapoor dans Neel Kamal. C'est la dernière fois qu'elle est créditée sous le nom de Mumtaz. Dès ses films suivants, Mere Bagwan puis Chitor Vijay, sortis également en 1947, elle adopte son nom de scène définitif : Madhubala. Ce pseudonyme qui signifie « fille de miel », parfois orthographié Madhu Bala ou Madhu-Bala, lui aurait été donné dit-on par Devika Rani,. Elle est présentée comme une débutante,.
Elle atteint la célébrité en 1949 quand elle est mise en vedette par le studio de Bombay Talkies dans Mahal, avec un rôle destiné initialement à la célèbre star Suraiya. C'est probablement la première histoire de fantôme du cinéma indien. Un jeune homme est à la recherche d'une beauté éthérée et voilée, qui fait des apparitions dans une maison. Ce film connaît un grand succès, faisant de l'actrice, qui a à peine 16 ans, une star. Pendant plusieurs décennies, la plupart des Indiens vont reconnaître la mélodie de la chanson emblématique du film, Aayega aane wala (il viendra), évoquant l'amour perdu et la réincarnation. Elle accepte autant de films que possible, pour soutenir financièrement sa famille. Elle est déjà apparue dans 17 films au moment où elle  joue dans Mahal, l'un des neuf films qu'elle interprète en 1949. 
Après le succès de Mahal, elle continue à multiplier les tournages. De 1947 à 1964, elle est présente dans pas moins de soixante-dix films. Dans une Inde indépendante depuis peu de temps, elle interprète souvent des jeunes femmes modernes qui testent les limites des traditions. Ses rôles incarnent l'optimisme de sa génération. Contrairement à d'autres actrices de Bollywood, elle n'est pas enfermée dans un type de rôle. Son style d'actrice naturel et discret lui permet de jouer dans les drames sociaux graves, comme dans les comédies légères, ou encore des films d'époque,.
Au début des années 1950, elle suscite l'intérêt d'Hollywood. Elle apparaît dans le magazine américain Theatre Arts : dans un numéro d'août 1952, elle est présentée avec une photo pleine page sous le titre: « The Biggest Star in the World - and she's not in Beverly Hills ». L'article décrit sa popularité en Inde, et spécule sur son potentiel de succès à l'international. Frank Capra, Jr., de passage en Inde, lui propose de venir à Hollywood, mais son père Ataullah Khan refuse de la laisser partir.
En 1951, elle joue le rôle principal féminin dans Tarana et y est associée  à une autre star, masculine, Dilip Kumar, qui interprète le rôle d'un médecin tombant amoureux d'elle. Elle devient éprise de Kumar, de 10 ans son aîné. C'est le début d'une longue romance entre les deux acteurs, qui passionne leurs fans. Dilip Kumar recommande le choix de Madhubala comme autre vedette principale et partenaire dans le film Mughal-E-Azam, consacré à la passion d'un prince moghol, Salim, pour Anarkali, une esclave et une danseuse. C'est le film indien le plus cher de son époque, et pendant des années, le plus réussi, même si sa réalisation dure une petite dizaine d'années. L'une de ses séquences les plus connues, la seule filmée initialement en couleur (le film a été colorisé ultérieurement), est une danse dans un palais. Anarkali y déclare son amour, en présence de l'empereur, désapprobateur, avec un refrain audacieux : « Je suis seulement tombée amoureuse, je n'ai rien à craindre ». Une autre scène où Salim caresse le visage d'Anarkali, avec une plume est considérée comme l'une des plus érotiques du cinéma indien. Mais au moment où la scène est tournée, leur flirt est déjà terminé. Bien qu'impatients de se marier, ils se sont heurtés aux conditions multiples posées par le père de Madhubala. Kumar exige qu'elle choisisse entre lui et son père. Elle choisit de rester fidèle à sa famille.

### Vie privée
Madhubala est née avec une anomalie septale ventriculaire (un trou dans son cœur), détectée en 1954. Il n'y avait pas à cette époque de traitement possible et l'issue était généralement fatale dans les cas les plus graves. Les examens médicaux réalisés à Londres juste après son mariage ne lui laissent que deux ans à vivre et lui imposent autant de calme et de repos que possible. 
À la surprise de leurs entourages et malgré l'hostilité de leurs familles, Kishore Kumar épouse Madhubala en secondes noces en 1960 au cours d'une discrète cérémonie civile. Leur union n'est pas heureuse et Kishore s'éloigne, prétendant être incapable de s'occuper d'elle. Madhubala s'installe alors, quasiment recluse et le plus souvent alitée, dans sa villa de Bandra tandis que Kishore part vivre avec sa mère à Juhu.
Elle ne tourne presque plus au début des années 1960. Sa santé défaillante ne lui permet plus de jouer et elle doit même être parfois remplacée par une doublure, comme sa sœur Chandal sur le plateau de Boy Friend  en 1961 par exemple. La réalisation en 1964 de son dernier film, Sharabi, est également gravement perturbée par le fait qu'elle n'ait pu assurer une grande partie des scènes de la seconde moitié du film. En 1969, elle espère néanmoins faire son retour comme réalisatrice. Mais elle meurt au matin du 23 février 1969, quelques jours après son 36e anniversaire.

## Hommages
- Le 14 février 2019, Google célèbre le 86e anniversaire de sa naissance avec un Google Doodle[11].

## Filmographie
- 1942 : Basant d'Amiya Chakrabarty
- 1945 : Mumtaz Mahal de Kidar Sharma
- 1945 : Dhanna Bhagat de Kidar Sharma
- 1946 : Rajputani d'Aspi Irani
- 1946 : Pujari d'Aspi Irani
- 1946 : Phoolwari de Chaturbhuj Doshi
- 1947 : Chittor Vijay de Mohan Sinha
- 1947 : Dil-Ki-Rani / Sweet-Heart de Mohan Sinha
- 1947 : Khubsoorat Duniya de Mohan Sinha
- 1947 : Mere Bhagwan de Mohan Sinha
- 1947 : Neel Kamal de Kidar Sharma
- 1948 : Amar Prem de N.M. Kelkar
- 1948 : Lal Dupatta de K.B. Lall
- 1948 : Parai Aag de Najam Naqvi
- 1949 : Aparadhi de Yeshwant Pethkar
- 1949 : Daulat de Sohrab Modi
- 1949 : Dulari de A.R. Kardar
- 1949 : Imtehan de Mohan Sinha
- 1949 : Mahal de Kamal Amrohi
- 1949 : Neki Aur Badi de Kidar Sharma
- 1949 : Paras d'Anant Thakur
- 1949 : Singaar de J.K. Nanda
- 1949 : Sipahiya d'Aspi Irani
- 1950 : Beqasoor de K. Amarnath
- 1950 : Hanste Aansoo de K.B. Lall
- 1950 : Madhubala de Prahlad Dutt
- 1950 : Nirala de Shankar Mukherjee
- 1950 : Nishana de Wajahat Mirza
- 1950 : Pardes de M. Sadiq
- 1951 : Aaram de D.D. Kashyap
- 1951 : Badal d'Amiya Chakrabarty
- 1951 : Khazana de M. Sadiq
- 1951 : Nadaan de Hira Singh
- 1951 : Nazneen de N.K. Ziri
- 1951 : Saiyan de M. Sadiq
- 1951 : Tarana de Ram Daryani
- 1952 : Sangdil de R.C.Talwar
- 1952 : Saqi de H.S. Rawail
- 1953 : Armaan de Fali Mistry
- 1953 : Rail Ka Dibba de P.N. Arora
- 1954 : Amar de Mehboob Khan
- 1954 : Bahut Din Huye de S.S. Vasan
- 1955 : Mr. & Mrs. ‘55 de Guru Dutt
- 1955 : Naata de D.N. Madhok
- 1955 : Naqab de Lekhraj Bhakri
- 1955 : Tirandaz de H.S. Rawail
- 1956 : Dhake Ki Malmal de J.K. Nanda
- 1956 : Rajhaath de Sohrab Modi
- 1956 : Shirin Farhad d'Aspi Irani
- 1957 : Ek Saal de Devendra Goel
- 1957 : Gateway of India de J. Om Prakash
- 1957 : Yahudi Ki Ladki de S.D. Narang
- 1958 : Bagbi Sipahi de Bhagwandas Verma
- 1958 : Chalti Ka Naam Gaadi de Satyen Bose
- 1958 : Howrah Bridge de Shakti Samanta
- 1958 : Kala Pani de Raj Khosla
- 1958 : Phagun de Bibhuti Mitra
- 1958 : Police de Kalidas
- 1959 : Do Ustad de Tara Harish
- 1959 : Insaan Jaag Utha de Shakti Samanta
- 1959 : Kal Hamara Hai de S.K. Prabhakar
- 1960 : Barsaat Ki Raat de P.L. Santoshi
- 1960 : Jaali Note de Shakti Samanta
- 1960 : Mehlon Ke Khwab der Muhafiz Haider
- 1960 : Mughal-E-Azam de K. Asif
- 1961 : Boy Friend de Naresh Saigal
- 1961 : Jhumroo de Shankar Mukherjee
- 1961 : Passport de Pramod Chakravorty
- 1962 : Half Ticket de Kalidas
- 1964 : Sharabi de Raj Rishi
- 1971 : Jwala de M.V. Raman[note 3]

## Nomination
Bien que Madhubala soit finalement devenue une actrice emblématique du cinéma hindi, elle n'a jamais reçu de prix, contrairement à ses contemporaines Meena Kumari, Vyjayanthimala, Nutan, Waheeda Rehman, Suraiya et Nargis.
Madhubala a reçu sa seule nomination pour le Filmfare Award de la meilleure actrice en 1961 pour sa performance dans Mughal-E-Azam.